# Mimorista tristigmalis
Mimorista tristigmalis là một loài bướm đêm trong họ Crambidae.